# Grasulf I de Friuli
Grasulf I (d. după 571) a fost posibil primul duce longobard de Friuli.
Cu toate că istoria lui Paul Diaconul îl creditează pe fiul său, Gisulf I ca fiind întemeietorul acestui ducat, unii savanți îl consideră pe Grasulf ca fondator al Ducatului de Friuli, bazându-se pe o scrisoare care se referă la el numindu-l duce. Scrisoarea în cauză a fost elaborată de către Gogo, majordomul franc al palatului din Austrasia în timpul regilor Sigebert I și Childebert al II-lea, cândva între venirea la putere a lui Gogo din 571 și moartea sa din 581. Din păcate, scrisoarea nu este datată și nu se referă la regele longobard pe care Grasulf l-ar fi servit. În mod tradițional, ea este plasată în jurul anului morții sale (581), însă o altă ipoteză, avansată de istoricul Walter Goffart o situează mult mai devreme, în 571–572, în timpul ambasadei trimise de regele franc Sigebert la Constantinopol. În ea, Gogo îl îndeamnă pe Grasulf să se alieze cu francii pentru a-i alunga pe infestantes (referire probabil la longobarzi) din Italia, în alianță cu Imperiul Bizantin și cu papalitatea. În acel moment, ambasadorii franci așteptau în Austrasia răspunsul lui Grasulf.
Despre Grasulf se mai știe că a fost fratele regelui Alboin, primul rege al longobarzilor din Italia.
Pe când localizarea cu exactitate a sediului puterii lui Grasulf rămâne onecunoscută (asta în cazul în care el a domnit cu adevărat), scrisoarea lui Gogo este o evidență că o curte friulană era în stare la acea vreme să țină corespondență cu Imperiul Bizantin la mai puțin de un deceniu de la sosirea longobarzilor pe sol italian.